# 徐守義
徐守義（1493年—？年），字子和，號鳳崗，河南省開封府杞縣人，明朝政治人物。

## 生平
嘉靖四年乙酉科河南乡试第五十四名举人，十一年（1532年）壬辰科會試一百四十五名，廷试第三甲第二百十六名進士。都察院观政，授揚州府推官，十六年十二月选選禮科給事中，十八年闰七月升刑科右，二十年二月陞山東副使，二十三年五月升山西管粮右参政，晋陕西按察使，仕至陝西右布政使致仕。

## 家族
曾祖徐志；祖徐淮；父徐偉；母王氏。永感下。兄徐堯相，弟徐守智；尭臣；守信；守忠；守德；守廉。子徐立；徐交。